# 克莱尔
克莱尔（法語：Clères，法語發音：[klɛʁ]）是法国滨海塞纳省的一个市镇，属于鲁昂区。

## 地理
克莱尔（49°35'58"N, 1°6'37"E）面积11.36 平方千米，位于法国诺曼底大区滨海塞纳省，该省份为法国北部沿海省份，其西部及北部濒大西洋英吉利海峡，东起顺时针与索姆省、瓦兹省、厄尔省和卡爾瓦多斯省接壤。
与克莱尔接壤的市镇（或旧市镇、城区）包括：昂索姆维尔、欧蒂约-拉蒂耶维尔、勒博卡斯、弗里什梅尼勒、格吕尼、蒙科韦尔。

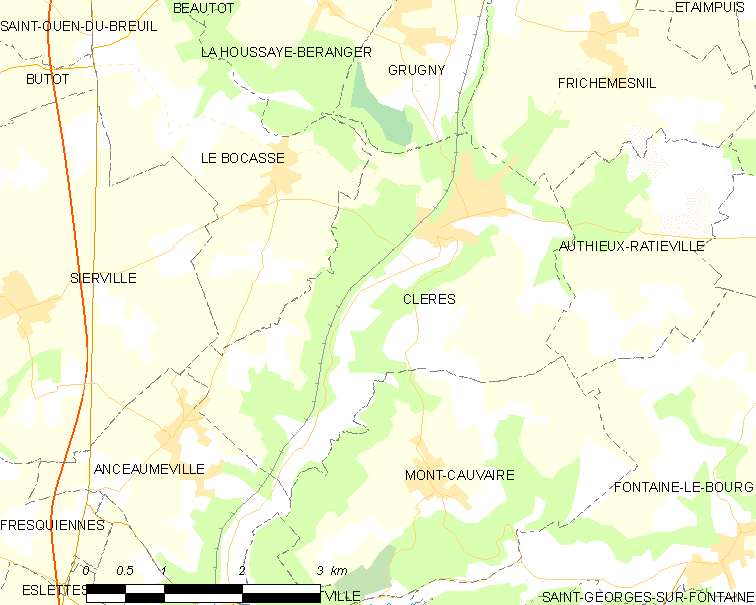
克莱尔的OSM定位图

克莱尔的时区为UTC+01:00、UTC+02:00（夏令时）。

## 行政
克莱尔的邮政编码为76690，INSEE市镇编码为76179。

## 政治
克莱尔所属的省级选区为布瓦纪尧姆县。

## 人口

1962-2008年间克莱尔人口变化图示

克莱尔于2022年1月1日时的人口数量为1380人。